# 通嬪
通嬪（とうひん、? - 1744年）は、清の康熙帝の側室。姓はナラ（納喇、あるいは那拉、納蘭）氏（Nara hala）。

## 経歴
父は監生の常素代（あるいは常素保）。
康熙帝の後宮に入り、康熙24年（1685年）に女子を産んだ。貴人に封ぜられた。なお、康熙帝には他にもナラ氏の貴人が2人いるが、『清史稿』ではこの3人が混同されている。
雍正元年（1723年）、娘婿であるモンゴル・ハルハ部のエフ・ツェリン（後の超勇親王）の軍功に対する褒賞として、皇考通嬪に尊封された。乾隆9年（1744年）、亡くなった。

## 息女
- 固倫純愨公主

## 伝記資料
- 『清聖祖実録』
- 『清史稿』
- 『星源集慶』